# Schild-Paradiesvogel
Der Schild-Paradiesvogel (Ptiloris paradiseus) ist eine Art aus der Gattung der Reifelvögel (Ptiloris) innerhalb der Familie der Paradiesvögel (Paradisaeidae). Er gehört zu den wenigen Arten der Paradiesvögel, die ausschließlich zur Avifauna Australiens gehört. Swainson gab der Art bei der Erstbeschreibung das Artepitheton paradiseus, um die Auffälligkeit des irisierenden Federkleides zu unterstreichen.
Der Schild-Paradiesvogel ist die am weitesten im Süden vorkommende Art der Paradiesvögel.  Er lebt in gemäßigten und subtropischen Regenwäldern, wo er sich von Früchten und wirbellosen Tieren ernährt. Die prachtvolle, farbenfrohe und lautstarke Balz findet von Rufwarten aus statt. Die Männchen strecken dabei die geöffneten Flügel horizontal nach vorne, bis sich die Federspitzen vor ihrem Körper fast berühren. Die Weibchen verpaaren sich nur mit wenigen dominanten Männchen. Für Nestbau und Jungenaufzucht ist das Weibchen allein verantwortlich. Es werden keine Unterarten unterschieden.
Die Art wird von der IUCN als nicht gefährdet (least concern) eingestuft.

## Merkmale
Der Schild-Paradiesvogel ist mit einer Körperlänge von 27 bis 30 Zentimeter eine der mittelgroßen Arten der Reifelvögel. Adulte Männchen erreichen durchschnittlich eine Körperlänge von 30 Zentimetern und wiegen zwischen 134 und 155 Gramm. Weibchen bleiben mit einer durchschnittlichen Körperlänge von 29 Zentimeter geringfügig kleiner. Sie wiegen zwischen 86 und 112 Gramm. Bei beiden Geschlechtern ist der Schnabel leicht nach unten gebogen, bei den Weibchen ist allerdings die Krümmung etwas ausgeprägter. Es besteht ein ausgeprägter Geschlechtsdimorphismus. Es besteht eine große Ähnlichkeit mit dem etwas kleineren Viktoria-Paradiesvogel.

### Männchen

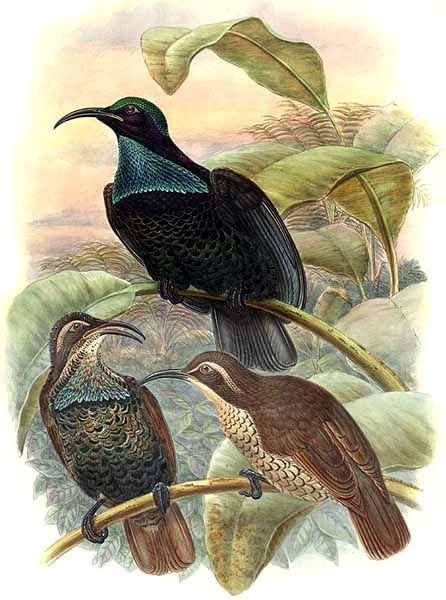
Darstellung von Schild-Paradiesvögeln von Richard Bowdler Sharpe. Oben das adulte Männchen, rechts darunter das Weibchen, links ein subadultes Männchen, dessen Gefieder bereits Merkmale des adulten Männchens aufweist.

Das Männchen hat ein schwarzes Körperobergefieder, davon hebt sich die metallisch grünlich bis blaugrünlich glänzende Kappe ab. Sie erstreckt sich von der Mitte der Stirn über den Scheitel bis in den Nacken. Der Rest des Kopfes, der Nacken und die Körperoberseite schimmern bei bestimmtem Lichteinfall leicht violett. Die Federn an den Kehlseiten sind etwas verlängert und werden während der Balz aufgestellt.
Das Schwanzgefieder hat auf der Oberseite einen metallisch grünen bis bläulich-grünen Glanz. Die Kehle ist ebenfalls schwarz, hat jedoch einen metallisch blaugrün schimmernden Fleck. Der Bauch, der Bürzel und die Flanken sind abweichend von der ansonsten schwarzen Körperunterseite metallisch schimmernd olivgrün. Der Glanz ist besonders ausgeprägt auf dem Bürzel.
Der Schnabel ist schwarz und etwas kürzer als bei den Weibchen. Das Schnabelinnere ist mattgelb, was bei rufenden Vögeln deutlich zu sehen ist. Die Iris ist dunkelbraun.

### Weibchen
Beim Weibchen erstreckt sich die dunkel olivbraune Kopfkappe von der Stirn bis in den hinteren Nacken. Sie weist kurze cremefarbenen Strichel auf. Die Kappe wird begrenzt durch einen langen, schmalen und cremefarbenen Überaugenstreifen auf jeder Kopfseite. Ein schmaler, überwiegend cremefarbener Orbitalring umgibt das Auge und bildet über und unter dem Auge jeweils einen kleinen hellen Fleck. Die Kopfseiten und der Hals sind olivfarben mit einer feinen cremefarbenen Strichelung.
Ein schmaler schwärzlicher Bartstreif beginnt an der Schnabelbasis und endet auf der Höhe der Wangen. Das Kinn und Kehle sind cremefarben bis isabellfarben. Die Körperoberseite und der Schwanz sind olivfarben. Das Schwanzgefieder ist leicht rötlich-braun überwaschen.
Die Körperunterseite ist isabellfarben und weist ein dichtes Muster an kleinen pfeilförmigen Tropfen aus. Sie fehlen nur in der Mitte des unteren Bauches. Der untere Bereich der Flanken und die Schenkel sind fein quergebändert. Der Schwanz ist auf der Unterseite blassbraun.
Der Schnabel, der etwas länger ist als bei dem Männchen, ist geringfügig heller. Die Iris ist wie beim Männchen dunkelbraun.

### Jungvögel
Jungvögel gleichen unabhängig vom Geschlecht in ihrem ersten Lebensjahr dem Weibchen. Im zweiten Lebensjahr lassen sich männliche Jungvögel von den Weibchen durch den kürzeren und geraderen Schnabel unterscheiden. Weibchen im zweiten Lebensjahr lassen sich dagegen nicht mehr von den adulten Weibchen unterscheiden.
Ab dem dritten Lebensjahr beginnen die subadulten Männchen allmählich in das Gefieder der adulten Männchen zu wechseln. Sie haben zunächst ein überwiegend weibliches Gefieder, weisen jedoch zunehmend Körperstellen mit dem schwarzen Gefieder des ausgewachsenen Männchens auf.

## Verwechslungsmöglichkeiten
Der Schild-Paradiesvogel ist in seinem Verbreitungsgebiet mit kaum einer anderen Vogelart zu verwechseln. In den feuchten Regenwäldern des nordöstlichen New South Wales und dem südwestlichen Queensland ist er der einzige Paradiesvogel. Der ähnliche Viktoria-Paradiesvogel kommt nur weiter nördlich in der Region des Atherton Tablelands vor. Selbst bei schlechtem Licht ist er auf Grund seiner Größe, seines vergleichsweise schmalen Kopfes und des gebogenen Schnabels gut von anderen Arten zu unterscheiden. Die Weibchen haben eine sehr entfernte Ähnlichkeit mit den Weibchen des Gelbnacken-Laubenvogels. Diese haben aber einen deutlich kürzeren und geraderen Schnabel. Der Grünlaubenvogel hat allerdings einen ähnlichen Ruf wie der Schild-Paradiesvogel.

## Verbreitung und Lebensraum

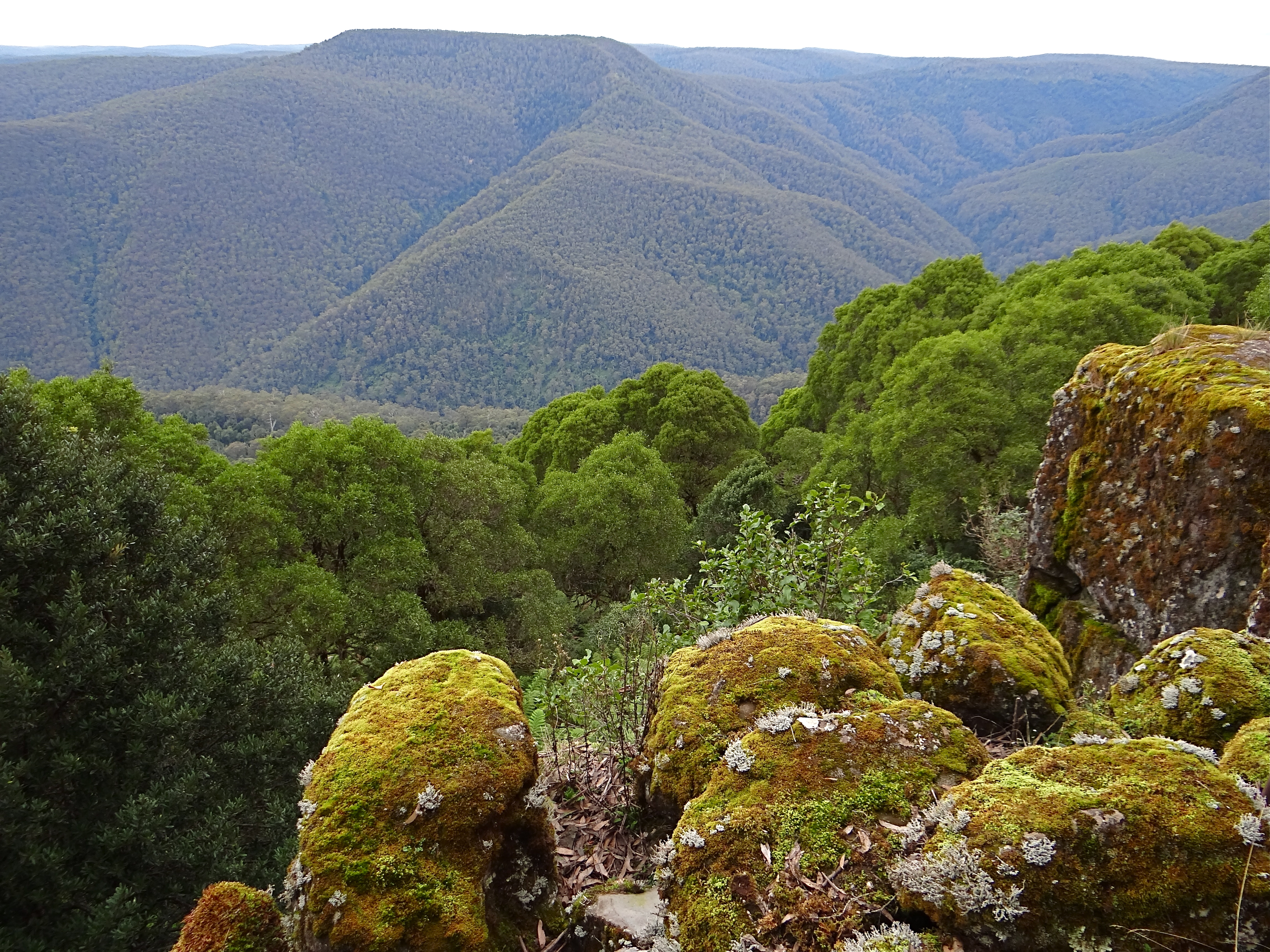
Barrington-Tops-Nationalpark, der zum südlichsten Verbreitungsgebiet des Schild-Paradiesvogels gehört

Der Schild-Paradiesvogel und der Viktoria-Paradiesvogel sind die einzigen Paradiesvögel, die ausschließlich in Australien vorkommen. Zwei weitere Arten kommen sowohl in Australien als auch Neuguinea vor. Die Verbreitungsgebiete der Arten überlappen sich nicht.
Das Verbreitungsgebiet des Schild-Paradiesvogels ist begrenzt auf Teile der Great Dividing Range, eines Gebirgszugs, der sich von der Nordostspitze Queenslands die gesamte Ostküste durch New South Wales entlang bis nach Victoria erstreckt, wo er eine westliche Richtung einnimmt und sich schließlich im Westen des Bundesstaats an den letzten Ausläufern der Grampian Mountains in der riesigen australischen Zentralebene auf dem Kontinent Australiens verliert. In diesem Gebirgszug gibt es im Bereich des Kroombit-Tops-Nationalparks eine isolierte Population, die die am weitesten im Norden vorkommende Population ist. Ein zusammenhängendes Verbreitungsgebiet erstreckt sich von der Höhe des Amamoor-Nationalparks im Südosten des australischen Bundesstaates Queensland über die Conondale Range bis zum Barrington-Tops-Nationalpark und Mount-Royal-Nationalpark im Osten des Bundesstaates New South Wales.
Der Schild-Paradiesvogel besiedelt überwiegend subtropische und gemäßigte Regenwälder. Er kommt gelegentlich auch in Hartlaub-Wäldern vor, wenn sie an Regenwälder angrenzen. In Hartlaub-Wäldern ist er vor allem im Winterhalbjahr zu beobachten. Er kommt typischerweise nur in Höhenlagen über 500 Meter vor. Sehr selten wird er auch in niedrigeren Regionen beobachtet. Er ist im gesamten Verbreitungsgebiet ein Standvogel.

## Allgemeine Lebensweise
Schild-Paradiesvögel leben einzelgängerisch oder in Paaren. Nur gelegentlich versammeln sich in fruchttragenden Bäumen kleine Trupps.  Er ist dann auch mit anderen Vogelarten wie Laubenvögeln und Fruchttauben vergesellschaftet. Außerhalb der Brutzeit sind gelegentlich auch Männchen vergesellschaftet, ohne dass es zwischen ihnen zu Aggressivitäten kommt.
Schild-Paradiesvögel leben überwiegend im Kronenbereich von Bäumen. Nur gelegentlich suchen sie auch auf dem Boden nach Nahrung.

## Nahrung
Schild-Paradiesvögel fressen überwiegend Wirbellose, daneben aber auch Früchte und Sämereien. Der lange Schnabel gilt als eine Anpassung, die ihnen das Stochern in Rinde und Epiphyten erleichtert. Das Weibchen hat trotz seiner geringeren Körpergröße einen um etwa 8 Prozent längeren Schnabel als das Männchen.  Dieses relativ seltene Phänomen gilt als eine geschlechtsspezifische Anpassung, weil sie den Nestlingen überwiegend Wirbellose füttert und Weibchen mit längerem Schnabel erfolgreicher bei der Suche nach Wirbellosen sind.
Ihre Nahrung finden sie überwiegend im mittleren bis oberen Bereich von Baumkronen. Nur sehr selten kommen sie auch auf den Boden, um nach Nahrung zu suchen. Schild-Paradiesvögel sind ausgesprochen agile Vögel und klettern an Baumstämme ähnlich wie Baumläufer. Sie hüpfen während der Nahrungssuche auch von Ast zu Ast und untersuchen dann mit ihrem Schnabel Epiphyten und Baumrinde nach Insekten. Weibchen schlüpfen gelegentlich auch in Baumhöhlen, um dort nach Tausendfüßern zu suchen. Bei der Nahrungssuche legen sie auch immer wieder den Kopf gegen den Baumstamm und die Äste, um nach den Fress- und Bewegungsgeräuschen von Insekten zu lauschen. Vernehmen sie entsprechende Geräusche, picken sie schnell an der Baumrinde oder dem verrottenden Totholz. Rindenstücke bis zu einer Größe von 25 mal 10 Zentimeter werden abgerissen und auf den Boden fallen gelassen. Die Geräusche, die sie dabei machen, sind häufig auch aus etwas größerer Entfernung zu vernehmen. Insbesondere die Vegetationsteile, die sie auf den Erdboden fallen lassen, signalisieren Beobachtern die Anwesenheit der Vögel. Bei ihrer Nahrungssuche hängen sie häufig kopfüber von den Ästen. Ein beobachteter Schild-Paradiesvogel blieb in dieser Position mehr als 40 Minuten, während er Insekten vom Baum pickte. Sie picken an Früchten, bis diese vom Baum fallen oder schlucken diese ganz.
Schild-Paradiesvögel kommen nicht an Wasserstellen, sondern decken ihren Flüssigkeitsbedarf mit dem Wasser, das sich in Astgabeln oder Baumhöhlen sammelt.

## Fortpflanzung
Die Männchen des Schild-Paradiesvogels sind polygyn, das heißt, sie paaren sich mit mehreren Weibchen. Das Weibchen baut nach jetzigem Wissensstand alleine das Nest, bebrütet alleine das Gelege und zieht allein die Jungvögel auf. Die Männchen werben um die Weibchen, indem sie von bestimmten festen Ansitzwarten aus rufen. Die Balzzeit fällt in die Monate August bis Dezember, die Brutzeit dagegen in den Zeitraum von Ende September bis Januar.

### Balz
Das Balzverhalten des Männchens besteht aus drei Elementen, nämlich ein Rufen, um die Aufmerksamkeit von Weibchen auf sich zu lenken, ein Werben um ein Weibchen, das sich in der Nähe der Ansitzwarte des Männchens eingefunden hat und die eigentliche Balz, die der Paarung unmittelbar voraus geht.
Männchen suchen während des Tages immer wieder ihre festen Ansitzwarten auf und rufen immer wieder sehr laut. Das Rufen wird durch kurze Phase unterbrochen, in denen sie ihr Gefieder putzen. Nähert sich ein Weibchen, beginnt das Männchen die Flügel waagrecht nach vorne zu strecken, so dass sich ein Halbrund vor ihrem Körper bildet. Dabei ist das Schwanzgefieder steil nach oben gestellt und die federn am Bauch und den Flanken gesträubt. Vereinzelt öffnet das Männchen auch seinen Schnabel und zeigt damit das mattgelbe Schnabelinnere, das stark mit dem dunklen Gefieder kontrastiert. Diese initiale Balzphase, die in Intensität zunimmt, je näher das Weibchen kommt, ist gelegentlich von einem Auf- und Ab-Hüpfen auf dem Ast oder einem Dribbeln begleitet, bei dem das Männchen mit gespreizten Flügeln etwa einen Meter auf dem Ast sich hin- und herbewegt. Kommt das Weibchen auf den Ast, dann nimmt die Balz nochmals in Intensität zu. Die Flügel werden jetzt soweit nach vorne gestreckt, dass sich die Flügelspitzen fast berühren. Kopf und Schnabel des Männchens weisen senkrecht nach oben. Der Kopf bewegt sich rhythmisch seitwärts. Die Flügel werden ebenfalls seitwärts bewegt und zwar in entgegengesetzter Richtung der Kopfbewegungen. Die Flügel erzeugen dabei ein raschelndes Geräusch.

### Nest, Brut und Aufzucht der Jungvögel

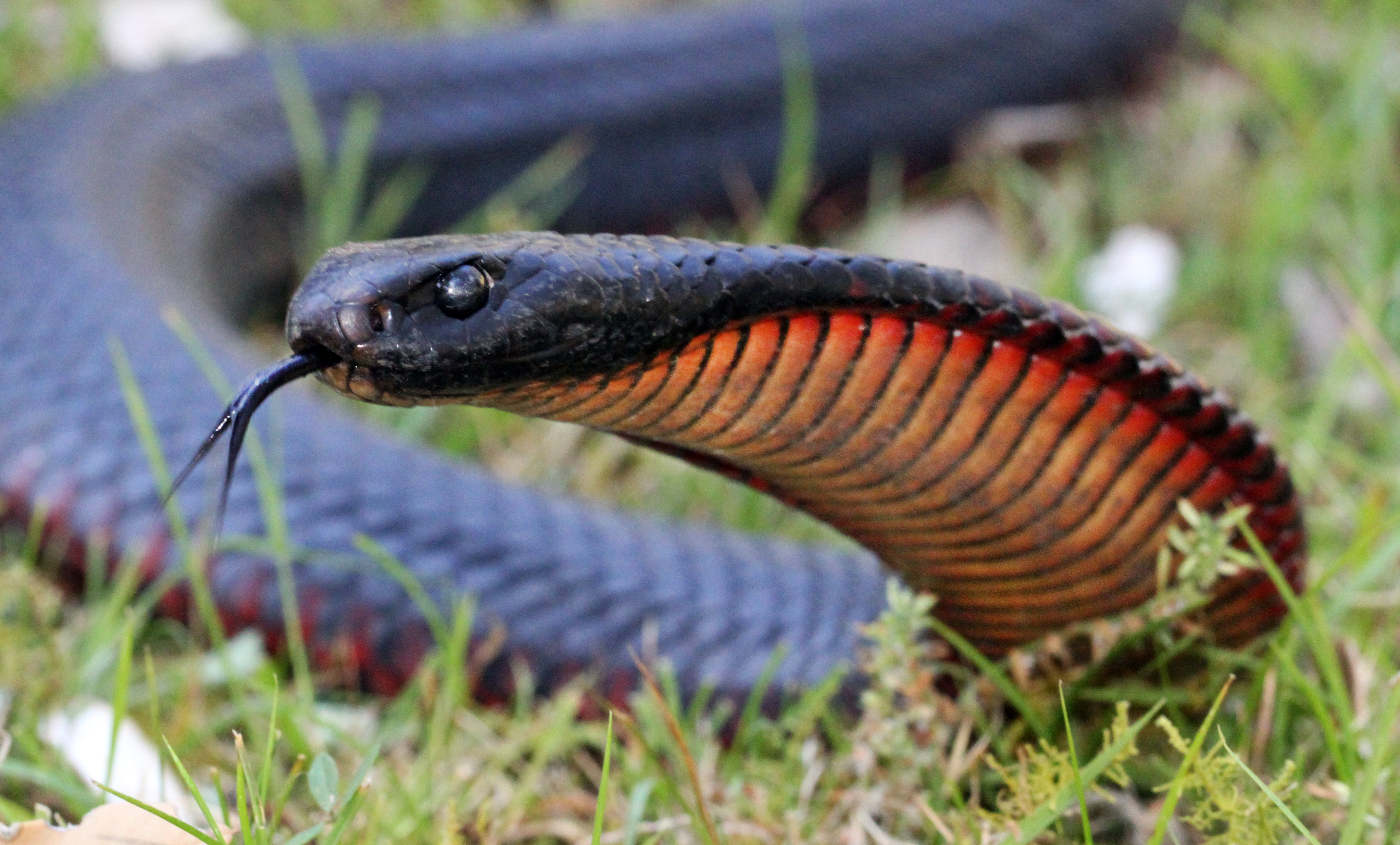
Rotbäuchige Schwarzotter. Weibchen legen mit der abgeworfenen Haut dieser Schlangenart gelegentlich den Nestrand aus.

Die Brutbiologie des Schild-Paradiesvogels ist bislang nur oberflächlich untersucht, da Nester vergleichsweise selten gefunden werden.
Die Nester werden im Schlingpflanzengewirr oder im dichten Wuchs von Epiphyten errichtet. Es ist ein offenes großes Schalennest, bei dem Pflanzenstängel, feine Ästchen, tote Blätter und Teile von Lianen verarbeitet sind. Der Nestrand ist häufig mit Teilen von Farnwedeln oder mit Teilen der Exuvie, der abgeworfenen Haut, von Schlangen dekoriert. Gefunden hat man Schlangenhaut von Rotbäuchiger Schwarzotter, Rautenpython und Todesotter. Möglicherweise soll die ausgelegte Schlangenhaut Fressfeinde abschrecken. Ein ähnliches Verhalten wird für den Viktoria-Paradiesvogel beschrieben.
Das Gelege besteht gewöhnlich aus zwei Eiern. In welchem Abstand das Weibchen die Eier legt und ob sie nach der Ablage des ersten Eis mit dem Brutgeschäft beginnt, ist nicht bekannt. Die Brutzeit wird auf 15 bis 16 Tage geschätzt. Vermutet wird, dass die Nestlinge nach vier Wochen flügge sind.

## Schild-Paradiesvögel und Menschen
Das Verbreitungsgebiet des Schild-Paradiesvogels hat sich verkleinert, nachdem in den Tiefebenen in größerem Maße Regenwald abgeholzt wurde. Im 19. Jahrhundert wurde der Schild-Paradiesvogel stark bejagt und die Bälge nach London exportiert, weil seine Federn in der Modeindustrie als Schmuck für Hüte verarbeitet wurde.
Konflikte mit Menschen entstehen heute, weil Schild-Paradiesvögel zum Fressen auch auf Obstplantagen einfallen und dort die Früchte fressen. Farmern in Queensland wird deswegen noch heute die Erlaubnis erteilt, die Vögel abzuschießen.

## Einzelbelege
1. 1 2 3  Higgins, Peter & Cowling: Handbook of Australian, New Zealand & Antarctic Birds: Volume 7 Boatbill to Starlings, Part A: Boatbill to Larks. S. 634.
2. ↑   Frith & Beehler: The Birds of Paradise - Paradisaeidae. S. 328.
3. 1 2 3   Handbook of the Birds of the World zum Schild-Paradiesvogell, aufgerufen am 22. April 2017
4. ↑  Higgins, Peter & Cowling: Handbook of Australian, New Zealand & Antarctic Birds: Volume 7 Boatbill to Starlings, Part A: Boatbill to Larks. S. 643.
5. 1 2 3 4  Higgins, Peter & Cowling: Handbook of Australian, New Zealand & Antarctic Birds: Volume 7 Boatbill to Starlings, Part A: Boatbill to Larks. S. 635.
6. ↑   Frith & Beehler: The Birds of Paradise - Paradisaeidae. S. 329.
7. 1 2   Frith & Beehler: The Birds of Paradise - Paradisaeidae. S. 330.
8. 1 2 3 4 5  Higgins, Peter & Cowling: Handbook of Australian, New Zealand & Antarctic Birds: Volume 7 Boatbill to Starlings, Part A: Boatbill to Larks. S. 636.
9. 1 2  Higgins, Peter & Cowling: Handbook of Australian, New Zealand & Antarctic Birds: Volume 7 Boatbill to Starlings, Part A: Boatbill to Larks. S. 637.
10. 1 2 3 4  Higgins, Peter & Cowling: Handbook of Australian, New Zealand & Antarctic Birds: Volume 7 Boatbill to Starlings, Part A: Boatbill to Larks. S. 638.
11. ↑  Higgins, Peter & Cowling: Handbook of Australian, New Zealand & Antarctic Birds: Volume 7 Boatbill to Starlings, Part A: Boatbill to Larks. S. 650.
12. ↑  Higgins, Peter & Cowling: Handbook of Australian, New Zealand & Antarctic Birds: Volume 7 Boatbill to Starlings, Part A: Boatbill to Larks. S. 639.